# Чемпионат мира по шоссейным велогонкам 1980
Чемпионат мира по шоссейным велогонкам 1980 года проходил 30 августа в Салланше (Франция). В связи с летней Олимпиадой 1980 года в Москве состязания проходили только среди профессионалов.

## Медалисты
| Велогонка     | Золото               | Золото   | Серебро                          | Серебро     | Бронза                          | Бронза      |
| ------------- | -------------------- | -------- | -------------------------------- | ----------- | ------------------------------- | ----------- |
| Мужчины       |                      |          |                                  |             |                                 |             |
| Профессионалы | Бернар Ино · Франция | 7ч32’16" | Джанбаттиста Баронкелли · Италия | + 1’1"      | Хуан Фернандес Мартин · Испания | +4’25"      |
| Женщины       |                      |          |                                  |             |                                 |             |
| Профессионалы | Бет Хайден · США     | 1ч45’15" | Тууликки Яре · Швеция            | то же время | Мэнди Джонс · Великобритания    | то же время |